# Reigate and Banstead
Reigate and Banstead är ett distrikt (motsvarande kommun) i grevskapet Surrey i England, Storbritannien. Distriktet har 153 629 invånare (2022). Större orter är  Banstead, Horley, Redhill, Reigate och Tadworth. I södra delen av distriket finns det två civil parishes; Horley och Salfords and Sidlow, i övrigt saknar distriktet civil parishes.